# Daisuke Jokota
Daisuke Jokota (japonsky: 横田 大祐; * 15. června 2000) je japonský profesionální fotbalista, který hraje na pozici záložníka nebo křídelníka za belgický klub KAA Gent.

## Mládí
Jokota se přestěhoval z Japonska do Evropy ve věku osmnácti let.

## Kariéra
Jokota později hrál za lotyšský klub Valmiera, kde byl považován za jednoho z nejdůležitějších hráčů.
Jokota odešel 30. srpna 2024 na hostování do 1. FC Kaiserslautern.

## Úspěchy
Valmiera
- Virslīga: 2022